# Вільгельм Ґрімм
Вільге́льм Карл Ґрімм (нім. Wilhelm Karl Grimm; 24 лютого 1786, Ганау — 16 грудня 1859, Берлін) — німецький філолог, брат Якоба Ґрімма. Член Геттінгенської академії наук.
Опубліковані братами Ґрімм книги з історії та граматики німецької мови, на тлі численних діалектів останньої, стали стимулом до оформлення лінгвістики (мовознавства) в самостійну наукову дисципліну. Разом з братом склав знамениті збірники німецьких казок.
Вільгельму Ґрімму судилося піти з життя першим. Його смертельна хвороба, яка почалася зі звичайного фурункула на спині розвивалася протягом двох тижнів. 16 грудня 1859 року параліч легень припинив його страждання.